# Patrick Joseph Kennedy (Unternehmer)
Patrick Joseph Kennedy (* 14. Januar 1858 in Boston, Massachusetts; † 18. Mai 1929 ebenda) war ein US-amerikanischer Unternehmer und Politiker in Massachusetts.

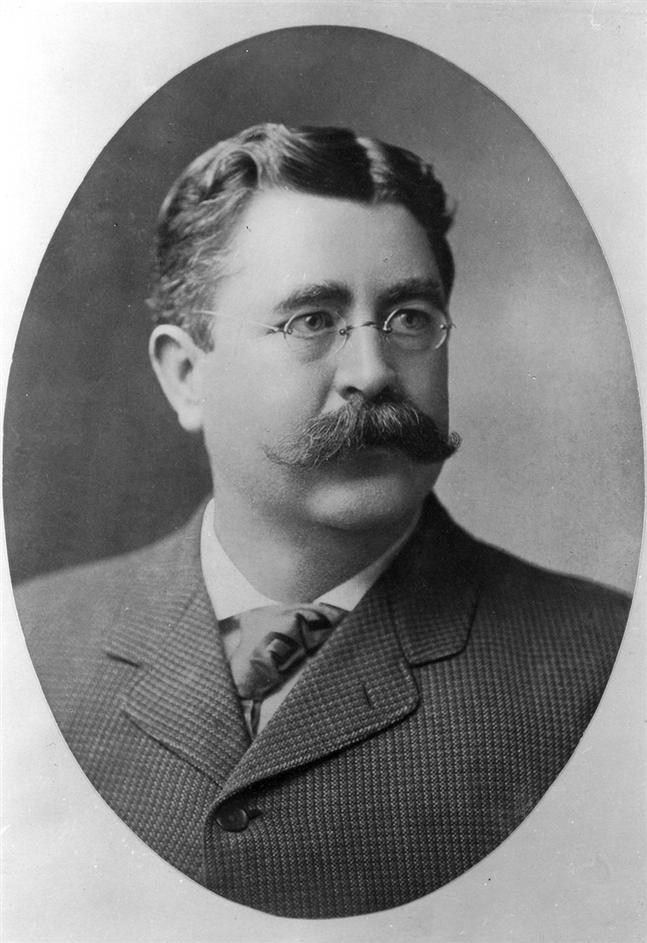
P.J.Kennedy etwa 1900

## Leben

### Anfänge
Er wurde als Sohn des irischen Einwanderers Patrick Kennedy und dessen Frau Bridget Murphy Kennedy in Boston geboren. Da kurz nach seiner Geburt sein Vater verstarb und seine Mutter noch drei weitere Kinder hatte, wuchs er in ärmlichen Verhältnissen auf. Im Alter von 14 Jahren verließ er die Schule und arbeitete an den Bostoner Docks als Hafenarbeiter (Stauer), um seine Mutter und seine drei Schwestern finanziell zu unterstützen. Nebenbei kellnerte er in Hafenschenken.

### Aufstieg als Unternehmer
Als er 22 war, kaufte er sich von erspartem Geld eine Bar, einen Saloon am Haymarket Square, zu der später noch eine Kneipe in der Nähe der Docks hinzukam. Dies brachte ihn und seine Familie aus der Armut. Um auch aus dem gesellschaftlichen Leben der Bostoner Oberschicht Kapital zu schlagen, kaufte er eine dritte Bar, diesmal im Maverick House, einem vornehmen Hotel.
Er war noch keine dreißig, als er die Mittel hatte, eine Importfirma für Whiskey zu gründen, P.J.Kennedy und Co. Damit wurde er zu einer führenden Figur im Bostoner Spirituosenhandel. Zuletzt war Kennedy Teilhaber einer Kohlefabrik, Aktionär einer kleinen Bostoner Bank, der Columbia Trust Company und Generalimporteur der britischen Whiskey-Firma Haig & Haig.

### Politiker
Von 1884 an zog er politischen Nutzen aus seinem wirtschaftlichen Erfolg und seiner Beliebtheit in Boston.
Patrick Joseph Kennedy war unter anderem Abgeordneter im Repräsentantenhaus von Massachusetts. Er wurde fünfmal in das Abgeordnetenhaus gewählt für eine jeweils einjährige Amtszeit. Zudem gehörte er dreimal für je zwei Jahre dem Senat von Massachusetts an. In dieser Zeit gehörte Kennedy zu den bedeutendsten Führern der Demokratischen Partei in Boston. 1888 wurde er eingeladen, auf dem nationalen Parteikonvent in St. Louis eine Rede zur Kandidatur von Grover Cleveland zum Präsidenten der USA zu halten.
1895 verließ Kennedy den Senat und gehörte fortan zum inoffiziellen Strategieausschuss seiner Partei. Man traf sich in vertrautem Kreise und verteilte Ämter, Kandidaturen und betrieb Patronage.

### Privates
1887 heiratete er Mary Augusta Hickey. Aus dieser Ehe gingen Joseph Patrick Kennedy und zwei Töchter hervor. Als Patrick Joseph Kennedy 1929 starb, war sein Reichtum weiter angewachsen. Mit seinem Wohlstand konnte er für sich und seine Familie ein vornehmes Haus in Jeffries Point in East Boston erwerben.
Dies ermöglichte dem späteren Patriarchen der Familie Kennedy, Joseph P. Kennedy, eine relativ unbeschwerte Jugend.